# At-Bašy
At-Bašy (in kirghiso Ат-Башы?, At-Başı) è una città del Kirghizistan, capoluogo del distretto omonimo; si trova sulla strada che porta al Passo Torugart ed è l'ultimo insediamento di dimensioni consistenti prima del confine cinese.